# Балтахінов Павло Сергійович
Павло Сергійович Балтахінов (нар. 25 листопада 1900, Тараса — пом. 20 лютого 1921) — командир бурятського партизанського загону часів Громадянської війни Росії.

## Біографія
Народився 25 листопада 1900 року в улусі Тарасі (нині Боханський район Іркутської області Росії) у сім'ї бідного селянина-бурята, був старшим сином у багатодітній родині. Закінчив Тарасинську початкову церковно-парафіяльну школу, а потім, у 1912 році — Ідінське інородне двокласне училище в Бохані. Під час навчання в останньому сподобався місцевому російському священику-місіонеру отцю Леонтію, який читав дітям-інородцям уроки закону Божого. Отець Леонтій, який знав сім'ю хлопчика, вирішив зробити із Павла православного місіонера. Він вмовив його батька після закінчення двокласного училища віддати сина спочатку до Інокентіївського монастиря в Іркутську, а потім до Іркутського духовного училища з повним безкоштовним пансіоном — харчуванням, одягом та житлом.
У серпні 1916 року Павло був зарахований до першого класу Іркутської духовної семінарії. Крім навчання в ній хлопець спілкувався з революційно налаштованою частиною учнів, вступив у нелегальний політичний гурток та вивчав революційну літературу, через що у січні 1917 року був виключений з навчального закладу і змушений виїхати працювати вчителем церковно-парафіяльної школи в бурятському улусі Олої Верхоленського повіту Іркутської губернії. 
У червні 1918 року взяв участь у Першому губернському селянському з'їзді в Іркутську. З його ініціативи у серпні 1919 року було скликано невеликі збори, у яких було вирішено утворити партійну організацію більшовиків у Боханському хошуні. Згодом організація стала розширюватися і до осені 1919 року налічувала у своїх лавах значну кількість членів. У листопаді 1919 року під його керівництвом було роззброєно Боханську районну колчаківську міліцію, заарештовано керівників земської управи та утворено Військово-революційний комітет. Головою Ревкому був призначений Балтахінов.
У червні 1920 року призначений начальником знову організованого політбюро в Ангарському аймаку і за короткий час перейшов працювати як аймачний військовий комісар. За рекомендацією Михея Єрбанова у 1920 році вступив до РКП(б). Наприкінці 1920 року направлений військовим комісаром у село Тунку. Перед тим він вирішив на кілька днів заїхати до батька до Тараси. У ніч на 20 лютого 1921 року до села увійшли загони отамана Дмитра Донського, які оточили будинки більшовиків. У перестрілці Павла Балтахінова було вбито.

## Вшанування
- Його іменем названі:
  - колгосп в улусі Тараса Боханського району Іркутської області[1];
  - вулиці у місті Улан-Уде, селищах Усть-Ординський та Бохан[3];
- Бурятський поет Циденжаб Галсанов у 1945 році присвятив йому поему «Павло Балтахінов»[4].
- У 1967 році при Тарасинській школі відкрито музей революціонера[3];
- Споруджено пам'ятники у селищі Бохані та улусі Тараса Боханського району Іркутської області[1];